# Filmworks IX: Trembling Before G-d
 (novembre 2023).
Filmworks IX: Trembling Before G-d est un album de John Zorn paru sur le label Tzadik en 2000. Il s'agit de la musique du film Trembling Before G-d (2001) de Sandi Simcha Dubowski. Certaines pièces appartiennent au répertoire de Masada.

## Titres
| 1.    | Trembling Before G-d              | 2:25 |
| 2.    | Mahshav (Solo Piano)              | 5:01 |
| 3.    | Tashlikh                          | 4:26 |
| 4.    | Yechida                           | 0:54 |
| 5.    | Idalah-Abal                       | 7:49 |
| 6.    | Simen Tov / Mazel Tov             | 1:25 |
| 7.    | Sholom Aleichem                   | 1:12 |
| 8.    | Notarikon                         | 4:11 |
| 9.    | Maskil                            | 3:25 |
| 10.   | Trembling Before G-d (Solo Organ) | 2:51 |
| 11.   | Mahshav (Duo)                     | 8:26 |
| 12.   | Desert Montage                    | 1:45 |
| 13.   | Kaporeh                           | 3:25 |
| 14.   | Tashlikh (Fast)                   | 2:18 |
| 15.   | Nigun                             | 2:02 |
| 16.   | Trembling Before G-d (Intro)      | 3:13 |
| 17.   | End Titles                        | 6:01 |
| 18.   | Kaporeh (Solo Piano)              | 4:18 |
| 65:07 |                                   |      |

## Personnel
- Chris Speed - clarinette
- Jamie Saft - piano, orgue
- Cyro Baptista - percussions (12,17)
- John Zorn - voix (6)